# نعيم تلحوق
نعيم تلحوق هو كاتب وشاعر لبناني صدرت له عددٌ من الدواوين الشعريّة لعلَّ أبرزها ديوان «فرس الكتاب - شعر» وديوان «شهوة القيامة» فضلًا عن ديوان «لأن جسدها» الذي كتب فيه عن قضايا لها علاقةٌ بالمرأة ثمّ ديوان «هي القصيدة الأخيرة» الذي لعب الدور الأبرز في شهرة الشاعر محليًا في البداية وعربيًا في وقت لاحق.

## الحياة المُبكّرة والتعليم
تعلَّم نعيم تلحوق البلاغة على يد والده منذ أن كان طفلًا في عمر 10 سنوات، ثمّ بدأ في قراءة الفلسفة في عمر الثانية عشر بالتزامنِ مع قراءته بالأدب. بدأ وهو شابٌ في إرسال بعضٍ من مقالاته ونصوصه لمجموعة من الصحف والمجلات وكان راغبًا في نشر قصائده أيضًا.

## المسيرة المهنيّة
أصبحَ نعيم في وقتٍ ما رئيس تحريرٍ لمجلة شؤون ثقافية الصادرة عن وزارة الثقافة اللبنانية، ثمّ نشر في وقتٍ ما من عام الله ديوانه الشعري الذي حمل عنوان «فرس الكتاب - شعر» والذي صدر عن دار غوايات للنشر والتوزيع في 107 صفحة، كما أصدر ديوانه الشعري الثاني بعنوان «شهوة القيامة» عن دار الفرات للنشر والتوزيع في 96 صفحة وفيه بحثَ عن معاني الشهوة وحضورها في الذات، انطلاقاً من سؤال معنى الشعر بالنسبة إلى الخلق.
حاول نعيم في هذه الرواية عبر صيغٍ من الاحتجتاج والتمرد في مشهدية تصويرية. يتألَّفُ الديوان من ثلاث لوحات، الأولى «سقوط الشهوة قبل التداعيات»، تضم أسئلة وجودية في حياة الشاعر، الثانية «احتمال الخروج من الأمكنة» ويستشعر فيها الأمكنة التي زارها في أوروبا، فتغدو مرايا تعكس حالة الشاعر الوجدانية وتساؤلاته كما يقول، أما اللوحة الأخيرة «رقص على عرش الكلام» فحضور كبير للمرأة، والرغبة، والمشاعر الإنسانية الرقيقة. ورد في الديوان عددٌ من القصائد لعلَّ أشهرها وأبرزها «سؤال»، «سقوط»، «قيامة الشهوة»، «شهوة القيامة»، «بداية النهاية»، «صدفة»، «يا أنت»، «رؤيا»، «مصير»، «ماء»، «صديق».
«لأن جسدها» هو ديوان شعري آخر للشاعر اللبناني نعيم تلحوق صدر عن دار فكر للأبحاث والنشر وفيه تناول عددًا من المواضيع المتعلقة بالمرأة، أما أشهر أعماله فهو ديوان «هي القصيدة الأخيرة» الذي صدر عن مكتب الخدمات الصحفية والثقافية في لبنان من 113 صفحة وفيه حكى نعيم عن عددٍ من المواضيع ما بين الطفل الذي يخيطُ أحلامًا من ورق، والموت كحد السيف، لا يستقبل أحداً، إلا ومضا وما إلى ذلك.

## آراء
يرفضُ نعيم تلحوق فكرة «تسييس الشعر» والمجاملات والمحسوبيات كما يرفضُ من يُسمّيهم «أشباه النقاد» الذين يُنصّبون أنفسهم على منصات التواصل الاجتماعي وبعض صفحات الصحف. يصفُ تلحوق نفسه وبشك شبه دائم أنه ذاك الكائن الذي يبحثُ عن نفسه ولا زال يبحث عن نفسه. يرى نعيم في المقابل أنّ الحركة الأدبية تسير في مسار متعرج، بعد ظهور من يصفهم بـ «أشباه أدباء» نشطين في العلاقات مع الإعلام ووسائل التواصل الأخرى.
على عكس بعض الكتاب والشعراء، فقد مثلت جائحة فيروس كورونا في لبنان لنعيم حجراً ذهنيًا ونفسيًا لأمراض بداخل الإنسان تجتاحه كما ذكر في حوار صحفيّ. يرى نعيم تلحوق أنّ الشاعر هو الإنسان المختلف، المتمرد على واقعه فهو الذي يستطيعُ بحسبه تمزيق الحواجز، والشعر هو الطريق. يُركّز نعيم في كتاباتاه على الوجود، حيثُ يُحاول دومًا البحث عن المعنى بحسبه.
يُرجع نعيم الفضل لما يُسمّيها تجربته الفلسفية والصوفية فهي في رأيه كان لها التأثير الأكبر في بنائه أدبيًا، كما يُرجع الفضل لقراءاته المبكّر للأدب اليوناني والفارسي والغربي فانعكس كلّ هذا على تجربته الشعرية. شاعر نعيم تلحوق المفضل هو المتنبي، بل يُطلق عليه لقب أعظم شاعر حديث. يرى نعيم في المقابل أنّ الرواية في تطور، ولكنها لا تسبق الشعر، كما يشعرُ الشاعر اللبناني بأنَّ مجال الكتابة الأدبية يسمح بالدمج بين هذين الشكلين الأدبيين بحيثُ يرى أنّ هناك الكثير من الروايات الشعرية التي جمعت بينهما.

## قائمة أعماله
هذه قائمةٌ بأبرز أعمال الكاتب والشاعر اللبناني نعيم تلحوق:
- فرس الكتاب - شعر[14][15]
- شهوة القيامة[16][17]
- لأن جسدها[18][19]
- هي القصيدة الأخيرة[20][21]